# AOL
Unter der Marke AOL betreibt die im Besitz von Apollo Global Management befindliche Firma Yahoo! Inc. (bis 2021 Verizon Media) aktuell ein Webportal mit verschiedenen Sprachauftritten. Ursprünglich war AOL, ehemals America Online, ein Internetdienstanbieter und im Jahr 2000 mit 30 Millionen zahlenden Mitgliedern der größte Internetdienstanbieter weltweit.

## Geschichte

### International
Das Unternehmen wurde 1985 in Dulles, Virginia von Jim Kimsey als Quantum Computer Services aus den Überresten der 1983 gegründeten Control Video Corporation (CVC) gegründet, die einen Onlinedienst für den Atari 2600 anbot. Das erste Produkt Quantum Link (Q-Link) war ein grafischer Onlinedienst für amerikanische Benutzer des Commodore 64 und 128. Im Mai 1988 veröffentlichten Apple und Quantum AppleLink Personal Edition für Apple II und Macintosh. Im August 1988 folgte in Kooperation mit Tandy der Dienst PC-Link für IBM-PC-kompatible Computer. Nach der Trennung von Apple im Oktober 1989 erfolgte die Umbenennung zu America Online.
Um 1990 – also kurz vor dem Start des World Wide Web – konkurrierten mehrere amerikanische Online-Anbieter; der größte war der Online-Pionier CompuServe. Im Unterschied zum in die Jahre gekommenen CompuServe mit seiner kargen Benutzeroberfläche ging AOL auf eine neue Generation von Nutzern zu und bot eine ansprechende farbenfrohe Software für den Zugang zu seinem Netz. 1991 folgte Steve Case, der schon Marketingdirektor bei CVC war, Kimsey als CEO nach. Der AOL-Onlinedienst erschien im selben Jahr erst für MS-DOS und ein Jahr später für Windows. Für AOL DOS wurde mit Neverwinter Nights das erste grafische MMORPG veröffentlicht. 1996 wurde das Bezahlmodell von AOL von Stundengebühren auf eine monatliche Flatrate umgestellt.
Der Fotokonzern Kodak startete im Sommer 1998 einen Dienst, bei dem AOL-Kunden ihre belichteten Filme in Geschäften abgeben und wenig später die digitalisierten Fotos über ihr AOL-Konto abrufen konnten. Mit dem Start des World Wide Web 1993 kam eine neue Netzkultur auf. Die Early Adopters entledigten sich der Bindung an zentralisierte Portale wie AOL und nutzten das Internet über Webbrowser. AOL galt damals als sicherer Hafen und die Netscape Communications Corporation als größte Herausforderung. Die New York Times schrieb 1998, America Online sei „allgemein als Schutz für technische Neulinge anerkannt, die noch nicht reif für die große weite Welt des Netzes sind.“
1997 übernahm AOL den Erzkonkurrenten CompuServe und 1998 Netscape sowie das von der israelischen Firma Mirabilis Ltd. entwickelte Chat-Programm ICQ.

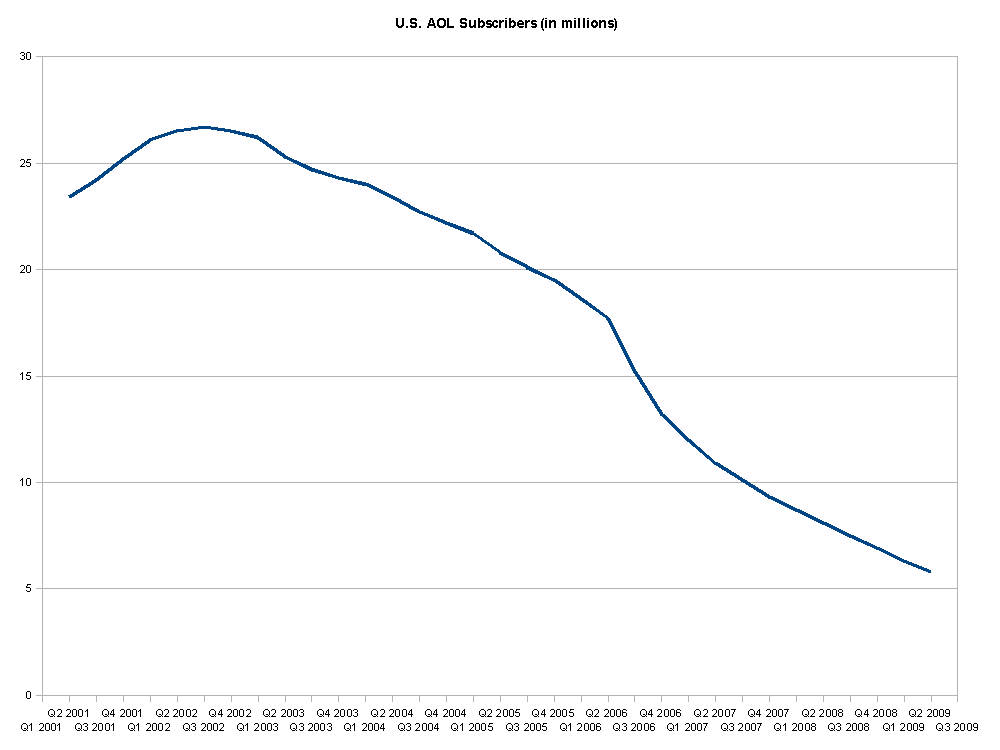
Der Niedergang von America Online: Zahl der US-amerikanischen Kunden zwischen 2001 und 2009

Auf dem Höhepunkt seiner Popularität in der ersten Hälfte der 2000er Jahre war AOL mit über 30 Millionen Kunden weltweit der größte Internet-Anbieter. Im Jahr 2000 fusionierte AOL mit Time Warner und firmierte anschließend als AOL Time Warner. Im Jahr 2003 strich das Unternehmen das Kürzel AOL wieder aus dem Unternehmensnamen. Ende 2005 stieg Google Inc. für eine Milliarde Dollar (833 Millionen Euro) bei AOL ein. Am 3. April 2006 benannte sich America Online Inc. offiziell in AOL LLC. um. Die ursprüngliche Mission, die der Name ausdrücken sollte, Amerika online zu bringen, habe man schließlich längst erfüllt, begründete AOL-Chef Jon Miller.
Am 8. Juli 2009 kaufte Time Warner die Anteile von Google zurück, um AOL in einem weiteren Schritt an die Börse zu bringen. Mitte 2009 kündigte der neue Vorstandschef Tim Armstrong an, das Unternehmen bis Ende des Jahres an die Börse bringen zu wollen. Dafür wollte AOL selbst Inhalte produzieren und graphische Online-Werbung vermarkten. Am 19. November 2009 wurden Pläne des Unternehmens bekannt, mit dem Ziel einer Einsparung von 300 Millionen US-Dollar auch auf Basis von Entlassungen 2.500 Stellen abzubauen, das entsprach einem Drittel der Belegschaft. Im Rahmen dieser Umstrukturierungsmaßnahmen schloss AOL mehrere europäische Niederlassungen, darunter alle vier deutschen Niederlassungen. Hiervon waren insgesamt 140 Arbeitsplätze in Deutschland betroffen. Im Dezember 2009 trennte sich Time Warner von AOL. Erstmals am 10. Dezember 2009 wurde AOL an der New Yorker Börse wieder als eigenständiges Unternehmen gehandelt.
Im April 2010 verkaufte AOL den Instant Messenger ICQ für 187,5 Millionen Dollar an das russische Investment-Unternehmen Digital Sky Technologies.
Im Februar 2011 kaufte AOL The Huffington Post und führte alle journalistischen Sparten des Unternehmens unter dem neuen Dach AOL Huffington Post Media Group zusammen. Damit erweiterte sich das Geschäftsmodell, da die Huffington Post ihrerseits seit etwa 2010 systematisch namhafte Journalisten eingekauft hatte, um die Rolle eines bedeutenden journalistischen Mediums anzustreben.
Am 7. August 2013 wurde der Kauf der Onlinevideo-Werbefirma Adap.tv für 405 Millionen Dollar bekanntgegeben.
Am 12. Mai 2015 wurde bekannt, dass Verizon AOL für 4,4 Milliarden Dollar übernehmen will. Am 23. Juni 2015 schloss Verizon die Übernahme ab.
Am 3. April 2017 gab Verizon bekannt, dass man die Marken Yahoo! und AOL miteinander fusionieren möchte. Darüber ist aus Yahoo! und AOL die Marke Oath entstanden, seit dem Jahr 2019 als Verizon Media bekannt.
Am 3. Mai 2021 wurde bekannt gegeben, dass AOL (und Yahoo) für 5 Milliarden Dollar an Apollo Global Management verkauft wird.

Früheres Logo von America Online
Früheres Logo von AOL
2009 abgelöstes Logo
2024 abgelöstes Logo
2017: Oath löst Namen und Logo von Yahoo! und AOL ab

### AOL Deutschland
Die deutsche Niederlassung wurde 1995 als Joint Venture der Bertelsmann AG und AOL Europe gegründet und hatte ihren Hauptsitz in Hamburg, wo Geschäftsleitung und Redaktion angesiedelt waren. Die überwiegende Mehrzahl der rund 1.200 Mitarbeiter arbeiteten in den Call-Centern in Saarbrücken, Duisburg, Dessau, Erfurt, Görlitz, Düsseldorf, Essen sowie Frankfurt (Oder). Die Standorte in Dessau, Erfurt, Görlitz, Düsseldorf, Essen und Frankfurt (Oder) wurden von externen Dienstleistern betrieben. Der Onlinedienst AOL Deutschland erzielte im Geschäftsjahr 2003 mit rund zwölf Millionen Euro erstmals einen operativen Gewinn, der sich 2005 im Vergleich zum Vorjahr verdoppelte. Vor Zinsen, Steuern und Abschreibungen (EBITDA) erzielte der Konzern ein Ergebnis von rund 80 Millionen Euro (38 Millionen 2004). In Deutschland erreichte AOL mit seinen Internet-Angeboten der Marken AOL, CompuServe und Netscape Internet Service etwa fünf Millionen Menschen pro Monat.
Zum 1. März 2007 verkaufte AOL in Deutschland das Internet-Zugangsgeschäft mit allen Callcentern an HanseNet. Geschäftsführer der 2006 neu gegründeten AOL Deutschland Medien GmbH, die weiterhin das sogenannte Audience-Geschäft wie die AOL-Portale, die AOL-Zugangssoftware und den kostenlosen AOL-E-Mail-Service betreibt, war bis April 2008 Torsten Ahlers. Sein Nachfolger wurde Andreas Demuth, der das Unternehmen zum 30. November 2009 verließ. Ab 13. Dezember 2011 war Michael Edward Nolan Jr. Geschäftsführer, seit 29. Oktober 2015 ist es Amanda L. Reid.
Die AOL Deutschland Medien GmbH ist mittlerweile ebenfalls in einhundertprozentigem Besitz der Verizon International, Inc. Geschäftsführer ist nach mehreren weiteren Wechseln Detlef Epping. Die weiterhin erreichbare Website AOL.de weist darauf hin, dass AOL Teil der Yahoo-Markenfamilie ist und bietet Nachrichten, eine Suchfunktionen und Zugang zum E-Mail-Dienst an.

## Produkte und Geschäftsmodell
Einst hatte das Unternehmen das World Wide Web für Millionen von Menschen definiert. In den Anfangsjahren hatten die Amerikaner ihre Einnahmen vor allem über Einwählverbindungen per Modem gemacht. Jahrelang lagen Disketten und CDs mit der AOL-Zugangssoftware vielen Ausgaben von Computerzeitschriften bei. 26,7 Millionen Kunden kamen 2002 über AOL ins Internet. In Deutschland war AOL der Hauptkonkurrent der Deutschen Telekom. Der Vormarsch von DSL-Verbindungen und Flatrates ließ diese Einnahmen rapide schrumpfen und brachte AOL hohe Verluste ein. AOL versuchte dies aufzufangen, indem sie die Werbe-CD-ROMs mit der Zugangssoftware nicht nur Computerzeitschriften, sondern dann auch Tageszeitungen und Illustrierten beilegten; omnipräsent waren die CDs auch als Auslagen in Supermärkten, Kaufhäusern, Kinos etc., sowie als Postwurf-/Hauswurfsendung. Diese aggressive Werbung wurde von vielen Leuten als extrem ärgerlich empfunden. Ein Amerikaner startete daraufhin die Protestaktion No More AOL CDs. Sein Ziel: Er wollte eine Million AOL-Werbe-CDs sammeln und diese dann öffentlichkeitswirksam vor der AOL-Hauptzentrale per Lkw abkippen. Dazu kam es jedoch nicht, da AOL die CD-Kampagne beendete, bevor das Ziel erreicht wurde.
Seit 2007 gehört der Marketing-Dienstleister Adtech zu AOL. Zum 31. Oktober 2008 hat AOL die „Hometown“-Seiten mit den Internet-Seiten seiner Benutzer geschlossen.
2008 kam AOL in den USA mit 7,5 Millionen Kunden noch auf Platz 5, 2010 war der Anteil jener AOL-USA-Kunden, die sich nach dem alten Verfahren per Modem einwählen, mit 5 Millionen immer noch erstaunlich hoch.
Weitere bekannte Produkte von AOL sind bzw. waren u. a. AIM, ICQ (von 1998 bis 2010), Winamp (von 1999 bis 2014) und SHOUTcast (von 1999 bis 2014).
Seit Tim Armstrong 2009 als CEO von AOL eingestellt wurde, verschiebt sich das Geschäftsmodell von AOL in Richtung einer Content Farm. Seit 2010 ist es das Kerngeschäft des Unternehmens, durch Freelancer gewaltige Mengen an Texten zu aktuell gesuchten Themen möglichst billig herstellen zu lassen, die dann durch exzessive Anwendung von Methoden der Suchmaschinenoptimierung möglichst häufig aufgerufen werden und so Werbeeinnahmen generieren sollen. Zur Veröffentlichung nutzt AOL neben seiner Haupt-Domain und dem Projekt seed.com rund 75 special-interest-Seiten unter dem Dach der Tochtergesellschaft MediaGlow.
Mit der Übernahme der Huffington Post Anfang 2011 strebte AOL wieder in den Markt journalistischer Inhalte. Dabei gab es Ende 2011 Berichte über Konflikte und Reibungsverluste zwischen den beiden ehemaligen Unternehmen und ihren konträren Geschäftsmodellen. Dies galt sowohl innerhalb der ehemaligen Huffington Post, bei der die ursprünglichen, durch unbezahlte Blogger aufbereiteten Berichte über Storys anderer Medien mit den Artikeln hoch bezahlter und preisgekrönter Journalisten kontrastierten, die zur Aufwertung der Huffington Post engagiert wurden. Andererseits stand die erfolgreiche, wenn auch noch nicht konsolidierte Huffington-Post-Kultur gegen die Content-Farm-Mentalität, die AOL mit großem Aufwand aufgebaut hat.
Im Herbst 2012 hat AOL unter der Bezeichnung Alto einen Dienst gestartet, mit dem Nutzer mehrere E-Mail-Postfächer unter einer einheitlichen Oberfläche zusammenfassen können. Kontakte, Nachrichten und Anhänge werden in sogenannten Stacks (Stapeln) organisiert, die dabei helfen sollen, E-Mails besonders effizient zu organisieren und zu bearbeiten. AOL Alto unterstützt neben AOL Mail auch Yahoo Mail, Google Mail und Apple iCloud und erreichte eine breite Rezeption in den Medien, da es der erste Dienst seit mehreren Jahren war, den AOL unter eigener Regie vorgestellt hat.
Von 2009 bis Anfang 2014 betrieb AOL unter dem Namen Patch bis zu 1300 Online-Plattformen zu Städten und Regionen in den USA, auf denen zu Höchstzeiten rund 1000 Mitarbeiter Lokaljournalismus produzierten. Im August 2013 war das Projekt auf 900 Plattformen und 500 Redakteure reduziert worden, Anfang 2014 wurde es an den Investor HaleGlobal verkauft. Hale wird voraussichtlich nur rund 250 Seiten weiterführen.
Im Juli 2025 kündigte AOL in den USA die Einwahl ins Internet über ein Telefon-Modem ab dem 30. September nicht mehr zu unterstützen. 2015 lag die Zahl der Nutzer, die sich per Modem ins Internet einwählten, bei 2,16 Millionen Menschen; 2019 waren es schätzungsweise noch 265.000. Als AOL 2021 übernommen wurde, war die Modemkundschaft des Konzerns auf „wenige tausend“ Nutzer gesunken.

## Technik
AOL setzte für die Einwahl in das Internet jahrelang auf eine proprietäre Software, ohne die es nicht möglich war, AOL zu nutzen. Die erste AOL-Einwahlsoftware für den PC erschien um 1990 für das GUI GeoWorks Ensemble (auch als „PC/GEOS“ bekannt), da die Firmengeschichte von AOL eng mit GEOS verbunden war – unter anderem aufgrund der Entwicklung von „Quantum Link“ für den Homecomputer C64. AOL brachte für den Zoomer, einen der weltweit ersten PDAs, als weltweit erstes Unternehmen eine mobile Interneteinwahl auf den Markt. Nach der Festigung der Marktherrschaft von Microsoft Windows gab es jahrelang nur Einwahlsoftware für die Betriebssysteme Microsoft Windows und MacOS. Etwa im Jahr 2000 änderte sich dies, und es kam die Möglichkeit hinzu, seine E-Mails über das standardisierte Protokoll IMAP abzurufen, sodass den Kunden eine große Auswahl an E-Mail-Programmen zur Verfügung stand, zum Beispiel Microsoft Outlook und Netscape. Im August 2003 wurde es, gleichzeitig mit dem Launch der AOL 8.0, möglich, über das standardisierte Point-to-Point-Protokoll online zu gehen. Dadurch war es möglich, Router mit AOL zu verwenden und zur Einwahl Linux oder das in Windows enthaltene „DFÜ-Netzwerk“ zu verwenden. Der Zwang zur Benutzung des AOL-Clients war damit abgeschafft.

## AOL-Desktop-Software

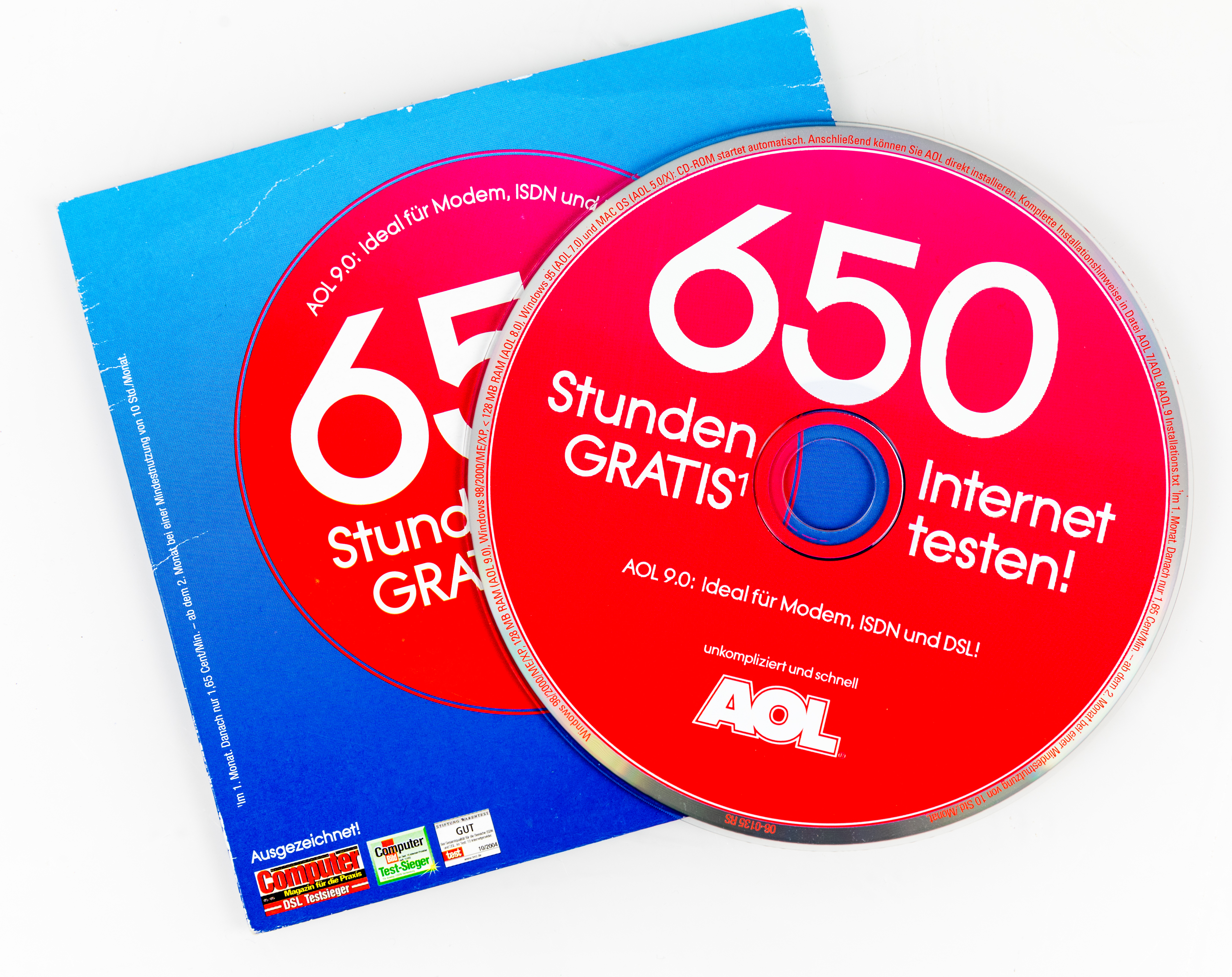
AOL CD-ROM mit Papierhülle: „650 Stunden gratis Internet“

Ursprünglich wurde die AOL-Software benötigt, um sich (typischerweise über ein Modem) in das Internet einzuwählen und Verbindung zu einem Server aufzunehmen. Die AOL-Software bestand aus einem integrierten Browser und einer Einwahlsoftware, in die der Benutzer nach der Installation nur sein AOL-Passwort eingeben musste. Daraufhin wurde die Verbindung hergestellt. Durch eine aggressive Werbung wurden Ende der 1990er Jahre in zahllosen Zeitschriften Gratis-CDs von AOL beigelegt, vgl. hierzu No More AOL CDs. Diese waren verbunden mit Passwörtern, die für einige Stunden die kostenfreie Internetbenutzung über die AOL-Software erlaubten. Nach Ablauf der Gratisstunden erhöhten sich die Einwahlkosten extrem.
AOL hatte bis Mitte der 1990er keine über den normalen Browser erreichbare Internetadresse. Anders als die Konkurrenten nutzte AOL stattdessen über die Desktop-Software seine Kundenbindung und lieferte Inhalte über die AOL-Software mit Download-Zugriff auf den eigenen FTP-Server. Zu den technischen Besonderheiten zählten die hauseigene Programmiersprache FDO (Form Definition Operator), das AOL-eigene Bildformat ART und der Online-Speicher „Xdrive“.
Heute ist für ehemals zentrale Funktionen (Chat, Kindersicherungen, Usenet-Zugang, FTP-Upload etc.) keine proprietäre Software mehr nötig; man erledigt das mit Apps, direkt im Browser oder mit dedizierten Hilfsprogrammen, etwa E-Mail-Clients. AOL stellte im Laufe der Jahre einige Module der Desktop-Software ein; Xdrive wurde nach dem 12. Januar 2009 nicht mehr angeboten, der Usenet-Zugang endete im Februar 2005 (siehe auch Eternal September).

## Kritik
Die Zeitschrift PC World erklärte AOL im Mai 2006 zum schlechtesten technischen Produkt aller Zeiten. Der Dienst sei überteuert, nutzlos, aggressiv in der Werbung und Kundenbindung und habe „niemals das Stigma überwunden, der Online-Dienst für Leute zu sein, die es nicht besser wissen“.
Ende August 2006 wurde die US-Version von AOL 9.0 durch die amerikanische Stop Badware Coalition als „Badware“ eingestuft. Mit „Badware“ sind unter anderem Spyware, Malware und betrügerische Adware, mit der Unternehmen Online-Verhalten ausspionieren, gemeint. Sowohl dem Internet Explorer als auch der Windows-Taskbar werden ungefragt nicht entfernbare Zusätze hinzugefügt.
AOL sammelte für „Forschungszwecke“ drei Monate lang die in die eigene Suchmaschine eingegebenen Suchbegriffe. Im August 2006 veröffentlichte AOL eine Übersicht, die viele persönliche Informationen und so Rückschlüsse auf konkrete Anwender zuließ. Das Unternehmen räumte den Fehler ein.